# Henry Fuseli
Henry Fuseli, původním jménem Johann Heinrich Füssli (7. února 1741, Curych – 16. dubna 1825, Putney), byl švýcarský malíř a kritik umění.
Füssli se měl stát původně knězem, v roce 1761 vstoupil do celibátu, ale skutečným knězem nikdy nebyl. V roce 1765 odešel na doporučení britského velvyslance v Berlíně, svého velkého obdivovatele, do Londýna. Roky 1770 až 1778 strávil v Itálii, ztotožnil se s Michelangelovým malířským stylem, což se projevilo na jeho pozdějších pracích.
Během života byl velmi uznávaným a respektovaným malířem, ale po smrti se stal v Anglii zapomenutým umělcem. Znovu byl objeven až s příchodem symbolismu, expresionismu a surrealismu, umělci, těchto výtvarných stylů. Ti jej považovali za spřízněnou duši.[zdroj?]